# 노스캐롤라이나주의 기

노스캐롤라이나 주의 기

노스캐롤라이나의 기는 노스캐롤라이나주의 깃발이다. 남북 전쟁 당시 쓰였던 기에서 유래되었다.
텍사스 주의 기와 디자인이 비슷하다.

## 과거의 기

1861 ~ 1885년
1885 ~ 1991년